# Санді (Юта)
Санді (англ. Sandy) — місто (англ. city) в США, в окрузі Солт-Лейк штату Юта. Південне передмістя Солт-Лейк-Сіті. Шосте місто у штаті за чисельністю населення. Населення — 96 904 особи (2020), за оцінками бюро перепису населення США на липень 2013 чисельність населення становить 90 231 особа.

## Географія
Санді розташоване за координатами 40°34′18″ пн. ш. 111°51′8″ зх. д. / 40.57167° пн. ш. 111.85222° зх. д. (40.571563, -111.852286).  За даними Бюро перепису населення США в 2010 році місто мало площу 59,26 км², з яких 59,23 км² — суходіл та 0,04 км² — водойми.

### Клімат
| Клімат : Санді          | Клімат : Санді | Клімат : Санді | Клімат : Санді | Клімат : Санді | Клімат : Санді | Клімат : Санді | Клімат : Санді | Клімат : Санді | Клімат : Санді | Клімат : Санді | Клімат : Санді | Клімат : Санді | Клімат : Санді |
| Показник                | Січ.           | Лют.           | Бер.           | Квіт.          | Трав.          | Черв.          | Лип.           | Серп.          | Вер.           | Жовт.          | Лист.          | Груд.          | Рік            |
| Абсолютний максимум, °C | 17,2           | 21,1           | 28,9           | 31,7           | 39,4           | 41,1           | 43,9           | 41,1           | 37,8           | 34,4           | 24,4           | 20,6           | 43,9           |
| Середній максимум, °C   | 5,0            | 8,3            | 13,3           | 18,3           | 23,9           | 30,6           | 35,0           | 34,4           | 28,3           | 20,6           | 11,7           | 5,6            | 19,6           |
| Середній мінімум, °C    | −5,6           | −3,9           | 0,0            | 3,3            | 7,8            | 12,2           | 16,1           | 15,6           | 10,6           | 4,4            | −1,1           | −5,6           | 4,5            |
| Абсолютний мінімум, °C  | −17,2          | −24,4          | −12,2          | −6,1           | −6,1           | 0,0            | 6,7            | 2,8            | −0,6           | −7,8           | −17,2          | −27,2          | −27,2          |
| Норма опадів, мм        | 38             | 31             | 40             | 46             | 45             | 22             | 24             | 24             | 27             | 44             | 34             | 24             | 400            |
| ----------------------- | -------------- | -------------- | -------------- | -------------- | -------------- | -------------- | -------------- | -------------- | -------------- | -------------- | -------------- | -------------- | -------------- |
| Джерело: weather.com    |                |                |                |                |                |                |                |                |                |                |                |                |                |

## Демографія
Згідно з переписом 2010 року, у місті мешкала 87 461 особа в 28 296 домогосподарствах у складі 22 553 родин. Густота населення становила 1476 осіб/км².  Було 29501 помешкання (498/км²).
Расовий склад населення:
| - 90,0 % — білих - 3,0 % — азіатів - 0,7 % — чорних або афроамериканців - 0,6 % — вихідців з тихоокеанських островів - 0,5 % — корінних американців - 2,6 % — осіб інших рас |

До двох чи більше рас належало 2,5 %. Частка іспаномовних становила 7,4 % від усіх жителів.
За віковим діапазоном населення розподілялося таким чином: 28,5 % — особи молодші 18 років, 62,3 % — особи у віці 18—64 років, 9,2 % — особи у віці 65 років та старші. Медіана віку мешканця становила 33,8 року. На 100 осіб жіночої статі у місті припадало 99,3 чоловіків;  на 100 жінок у віці від 18 років та старших — 96,8 чоловіків також старших 18 років.
Середній дохід на одне домашнє господарство  становив 97 276 доларів США (медіана — 79 491), а середній дохід на одну сім'ю — 105 564 долари (медіана — 86 796). Медіана доходів становила 60 805 доларів для чоловіків та 40 159 доларів для жінок. За межею бідності перебувало 6,7 % осіб, у тому числі 9,7 % дітей у віці до 18 років та 3,6 % осіб у віці 65 років та старших.
Цивільне працевлаштоване населення становило 45 996 осіб. Основні галузі зайнятості: освіта, охорона здоров'я та соціальна допомога — 20,1 %, роздрібна торгівля — 13,3 %, науковці, спеціалісти, менеджери — 12,8 %.

## Транспорт
Через місто проходить Блакитна лінія швидкісного трамваю Солт-Лейк-Сіті, що обслуговує округ Солт-Лейк.

## Міста-побратими
У Санді — два міста-побратима:
- Пьедрас-Неграс (ісп. Piedras Negras), Мексика
- Риза (нім. Riesa), Німеччина

## Промисловість
У місті розташоване підприємство з виробництва цифрових ефектів для гітар — DigiTech.